# Virgilio Ranzato
Virgilio Ranzato (* 7. Mai 1883 in Venedig; † 20. April 1937 in Como) war ein italienischer Komponist.
Virgilio Ranzato schlug zunächst eine Karriere als Geiger an den Konservatorien von Venedig und Mailand ein, später studierte er auch Komposition. Zunächst war er vorwiegend als Kammermusiker und Dirigent tätig. Ab etwa 1910 widmete er sich vor allem dem Komponieren und schrieb neben einer Oper (Campane di guerra, 1933 Mailand) fast ausschließlich Operetten, von denen zwei außerordentlich berühmt wurden und deren Songs noch heute in Italien Schlager sind.

## Werke
- Il paese dei campanelli (Das Land der Glöckchen), Mailand 1923
- Cin-Ci-Là, Mailand 1925